# Paruline des pins
Setophaga pinus
Espèce
Statut de conservation UICN

 LC  : Préoccupation mineure
La Paruline des pins (Setophaga pinus, anciennement Dendroica pinus) est une espèce de passereaux appartenant à la famille des Parulidae.

## Carte de répartition

Carte de répartition de l'espèce.
En vert : zones d'habitat permanent
En jaune : zones de nidification
En bleu : zones d'hivernage

La Paruline des pins est un oiseau de l'est de l'Amérique du Nord et des Antilles. 
Quatre sous-espèces sont reconnues. La sous-espèce pinus est la plus répandue: elle niche dans le sud-est du Canada et dans l'est des États-Unis, y compris le nord de la Floride. La sous-espèce florida est endémique de la Floride. Les deux autres sous-espèces sont endémiques des Antilles: achrustera aux Bahamas et chrysoleuca à Hispaniola.
C'est l'une des parulines hivernant le plus au nord. Elle hiverne largement dans le sud-est des États-Unis et occasionnellement jusque dans le sud du Canada.

Au Québec, elle est considérée en augmentation. Elle a étendue son aire dans le province entre les années 1984-1989 et 2010-2014.

## Habitat
Comme son nom l'indique bien, cette espèce niche dans les pins, notamment le Pin blanc.

## Alimentation
Cette oiseau mange surtout des graines. En hiver, il arrive qu'il s'alimente à des mangeoires d'oiseaux, notamment de suif ou d'arachides. 

## Voix
Son chant est un trille. On peut facilement le confondre avec celui du Junco ardoisé et celui du Bruant familier.